# Robert L. Behnken
Robert Louis "Bob" Behnken (/ˈbɛnkən/, 28 de julio de 1970, Creve Coeur, Misuri) es un oficial de la Fuerza Aérea de los Estados Unidos, astronauta de la NASA y exjefe de la Oficina de Astronautas. 
Tiene un doctorado en ingeniería mecánica y el rango de Coronel en la Fuerza Aérea de los Estados Unidos. Ha registrado más de 1,000 horas de vuelo en 25 aviones diferentes. Voló a bordo de las misiones del transbordador espacial STS-123 (2008) y STS-130 (2010) como especialista de misión, acumulando más de 708 horas en el espacio, incluidas 37 horas de caminata espacial. También fue asignado como especialista de la Misión 1 a la misión de rescate STS-400.
Asignado a la Cápsula Dragón SpaceX en 2018 como parte del Commercial Crew Program, fue incluido en el lanzamiento a bordo de la primera misión espacial tripulada, al lado de su compañero, el astronauta Doug Hurley, el día 30 de mayo de 2020 (a las 15:22 horas EDT o 19:22 horas UTC). Esta misión, denominada Crew Dragon Demo-2, llevó a Behnken y a Hurley a la Estación Espacial Internacional, en donde permanecieron varias semanas. El 1 de agosto, los astronautas de la NASA Robert Behnken y Douglas Hurley partirán de la Estación Espacial Internacional en la nave espacial Crew Dragon de SpaceX después de una estadía de más de 60 días.

## Educación
Behnken asistió a Pattonville High School (en el condado de San Luis, Misuri), y luego obtuvo títulos de Bachiller en Ciencias en Ingeniería Mecánica y Física de la Universidad de Washington en St. Louis en 1992. Asistió a Caltech para la escuela de posgrado, donde obtuvo una Maestría en Ciencias en Ingeniería Mecánica en 1993 y un doctorado en 1997. Obtuvo su licencia de Radioaficionado por parte de la FCC el 11 de diciembre de 2015, con el indicativo de llamada KE5GGX.

## Carrera
La investigación de tesis de posgrado de Behnken se centró en el área de control no lineal aplicado a la estabilización de la parada rotatoria y el aumento de los compresores de flujo axial. La investigación incluyó análisis no lineal, desarrollo de implementación de software en tiempo real y una amplia construcción de hardware. Durante sus primeros dos años de educación de posgrado, Behnken desarrolló e implementó algoritmos de control en tiempo real y hardware para manipuladores robóticos flexibles.
Antes de ingresar a la escuela de posgrado, Behnken era estudiante de la Fuerza Aérea ROTC en la Universidad de Washington en St. Louis, y después de que se le asignó la escuela de posgrado para ingresar al servicio activo de la Fuerza Aérea en Eglin AFB, Florida. Mientras estuvo en Eglin, trabajó como gerente técnico e ingeniero de desarrollo para nuevos sistemas de municiones. Behnken fue asignado a asistir al curso de Ingeniero de Prueba de Vuelo de la Escuela de Pilotos de la Fuerza Aérea de los EE.UU. En Edwards AFB, California. 
Después de graduarse, fue asignado a la F-22 Combined Test Force (CTF) y permaneció en Edwards. Mientras estaba asignado al programa F-22, Behnken fue el ingeniero principal de pruebas de vuelo para Raptor 4004 y un director de pruebas de proyectos especiales. Estas responsabilidades incluyeron la planificación de salidas de prueba de vuelo, el desarrollo de la configuración de la sala de control y la conducta de prueba. Behnken también voló tanto en el F-15 y F-16 aviones en apoyo del programa de pruebas de vuelo del F-22.

### NASA

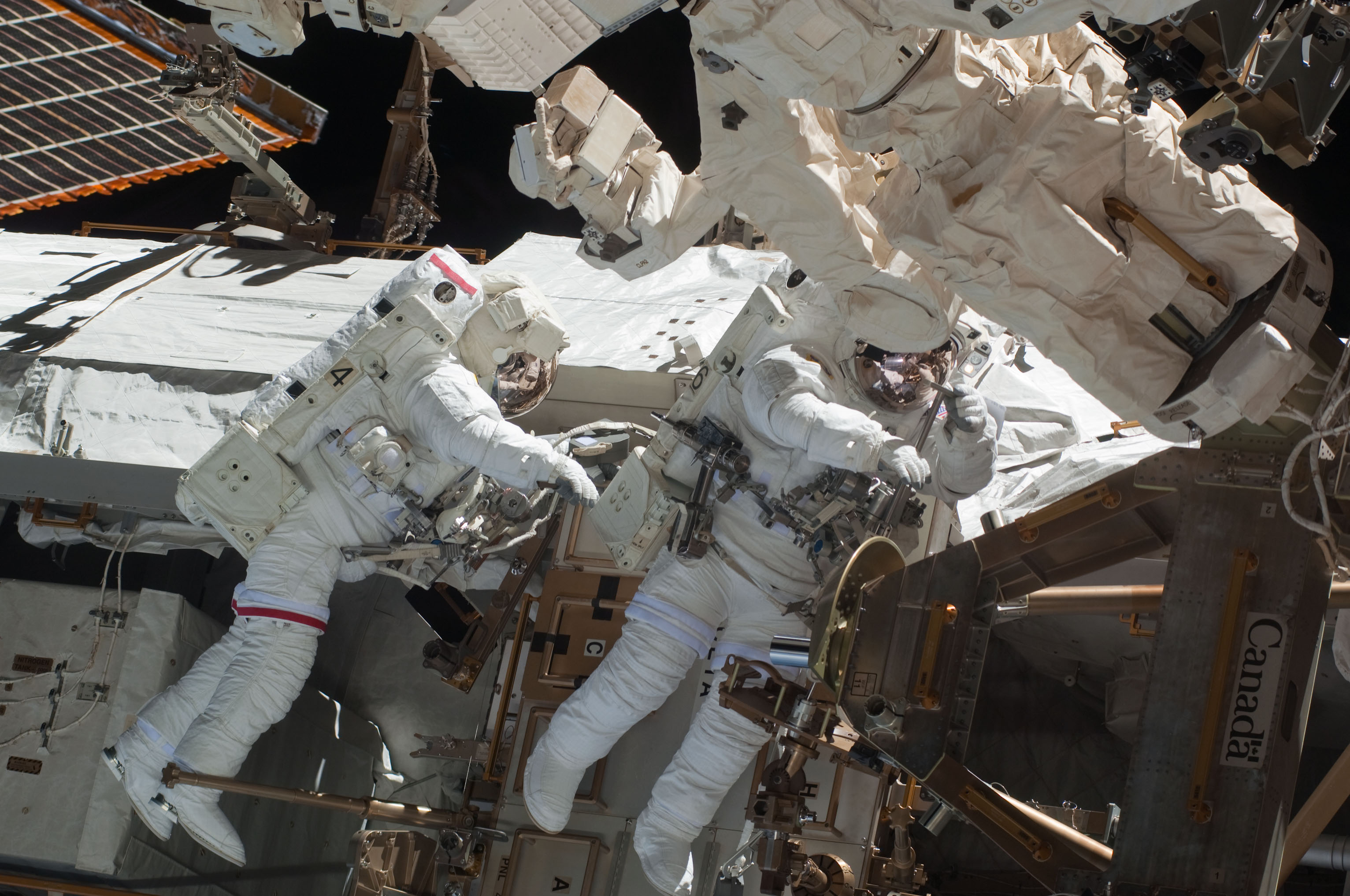
Los astronautas Robert L. Behnken y Nicholas Patrick realizando una caminata espacial durante la misión STS-130.

Seleccionado como candidato a astronauta por la NASA en julio de 2000, Behnken inició su entrenamiento en agosto de 2000. Después de completar 18 meses de capacitación y evaluación, se le asignaron tareas técnicas en la sucursal de operaciones del transbordador de la Oficina de Astronautas para apoyar las operaciones de lanzamiento y aterrizaje en el Centro Espacial Kennedy, Florida. 
En septiembre de 2006, Behnken sirvió en la misión NEEMO 11 cómo acuanauta a bordo del laboratorio subacuático Aquarius, viviendo y trabajando bajo el agua durante siete días.

### STS-123
Behnken era miembro de la tripulación de la misión STS-123 que entregó el Módulo Experimental Japonés (Kibo) y el Manipulador Destrezado de Propósito Especial (Dextre) a la Estación Espacial Internacional en marzo de 2008. Behnken participó en tres caminatas espaciales durante la misión.

### STS-130
Behnken también voló como Especialista de Misión en STS-130, que se lanzó a las 04:14 EST (09:14 UTC) el 8 de febrero de 2010. Esta misión entregó el módulo de Tranquilidad y la Cúpula a la Estación Espacial Internacional. Behnken nuevamente participó en tres caminatas espaciales durante esta misión.

### Jefe de la Oficina de Astronautas
En julio de 2012, Behnken fue nombrado Jefe de la Oficina de Astronautas, sucediendo a Peggy Whitson. Ocupó el cargo hasta julio de 2015, cuando fue sucedido por Christopher Cassidy, después de ser seleccionado como uno de los cuatro astronautas que entrenaban para volar naves espaciales contratadas bajo el Programa de tripulación comercial de la NASA.

### Crew Dragon Demo-2
En agosto de 2018, Behnken fue asignado al primer vuelo de prueba SpX-DM2 del SpaceX Crew Dragon.  Se lanzó con éxito el 30 de mayo de 2020. La nave espacial atracó con éxito en la Estación Espacial Internacional el 31 de mayo de 2020. Behnken y Doug Hurley se unieron a la tripulación de la Expedición 63 de la ISS. La misión finalizó exitosamente el 2 de agosto de 2020, con el amerizaje de la cápsula en el Golfo de México.

## Premios y honores
- Ingeniero mecánico sobresaliente, Universidad de Washington (1992).
- Becario de Investigación de Graduados de la Fundación Nacional para la Ciencia (1993–1996).
- Dirección de Municiones del Laboratorio de Investigación de la Fuerza Aérea de los Estados Unidos, Base de la Fuerza Aérea Eglin (Eglin AFB), Oficial de Grado de Empresa del Año (1997).
- Medalla de Logro de la Fuerza Aérea de los Estados Unidos (1997); Medalla de Elogio de la Fuerza Aérea de los Estados Unidos (1998, 2000).
- Graduado Distinguido del Programa de la Escuela de Pilotos de Prueba de la Fuerza Aérea de los Estados Unidos (USAF) (1999).
- Ganador del Premio Coronel Ray Jones de la Escuela de Pilotos de Prueba de la USAF como el mejor ingeniero de pruebas de vuelo/Navegador de pruebas de vuelo en la clase 98B.[5]

## Vida personal
Behnken está casado con su compañera astronauta K. Megan McArthur. 